# Solygia
Solygia (griechisch Σολυγεία (f. sg.)) ist seit 1. Januar 2011 ein Gemeindebezirk in der Gemeinde Korinth im Osten des Regionalbezirks Korinthia. Vor der Kallikratis-Reform war Solygia eine eigenständige Gemeinde. Sitz der ehemaligen Gemeinde war der Ort Sofiko. Benannt wurde der Gemeindebezirk nach der antiken Stadt Solygeia, die jedoch nicht innerhalb des Gemeindebezirks lag, sondern in dem benachbarten Gemeindebezirk Saronikos.

## Gliederung
Der Gemeindebezirk Solygia ist in einen Stadtbezirk uns zwei Ortsgemeinschaften geteilt.
Die Einwohnerzahlen stammen aus dem Ergebnis der Volkszählung 2011.
- Gemeindebezirk Solygia (Δημοτική Ενότητα Σολυγείας) 2.723 Einwohner
  - Stadtbezirk Sofiko (Δημοτική Κοινότητα Σοφικού) 2009
    - Agios Vlassis (Άγιος Βλάσσης) 38
    - Kiourkati (Κιουρκάτι) 48
    - Moni Agias Marinas (Μονή Αγίας Μαρίνης) 31
    - Pefkali (Πευκάλι) 204
    - Sofiko (Σοφικό) 1.679
    - Frangolimano (Φραγκολίμανο) 9

  - Ortsgemeinschaft Angelokastro (Τοπική Κοινότητα Αγγελόκαστρου) 376
    - Angelokastro (Αγγελόκαστρο) 376

  - Ortsgemeinschaft Korfos (Τοπική Κοινότητα Κόρφου) 338
    - Agios Petros (Άγιος Πέτρος) 20
    - Kavos (Κάβος) 17
    - Ilios (Ήλιος) 14
    - Korfos (Κόρφος) 287